# Публий Вителлий Старший
Пу́блий Вите́ллий Ста́рший (лат. Publius Vitellius Maior; I век до н. э.) — древнеримский государственный деятель времён правления императора Августа, происходивший из всаднического сословия. Основатель знатного плебейского рода Вителлиев и дед Авла Вителлия.

## Биография
Предполагаемым отцом Публия являлся представитель всаднического сословия некий Квинт Вителлион, поэтому и сам Публий принадлежал к этому же сословию. Римский биограф Гай Светоний Транквилл приводит на этот счёт несколько версий. Его родным городом была Нуцерия. Наряду с Геркуланумом Нуцерия имела статус муниципия, и Вителлий неоднократно был кандидатом в муниципальные магистраты, о чём мы знаем из его агитационных надписей, сохранившихся в Помпеях. Надписи расположены вдоль дороги, идущей из Помпей через Нуцерию, находившуюся рядом на той же стороне горы Везувий. Хотя Нуцерийский titulus pictus на этих надписях читается плохо, отмечают, что все надписи расположены ближе к выходу из Помпей в сторону Нуцерии, а на выходе с тоже же дороги на другую сторону Везувия надписи с упоминанием Вителлия полностью отсутствуют. При императоре Октавиане Августе Публий около 10 года до н. э. был управителем его имений.

## Семья и потомки
У него было четверо сыновей:
- Квинт Вителлий;
- Публий Вителлий Младший;
- Авл Вителлий;
- Луций Вителлий.

Его сестра, Вителлия, была замужем за консулом–суффектом 1 года до н. э. Авлом Плавтием.